# منتخب روسيا لكرة السلة للسيدات
منتخب روسيا الوطني لكرة السلة للسيدات هو المنتخب الذي يمثل روسيا في منافسات كرة السلة الدولية للنساء، والذي يقوم إتحاد روسيا لكرة السلة بإدارة شؤونه، يعتبر من أقوى منتخبات العالم وأوروبا في كرة السلة حيث تمكن من الفوز ب2 ميدالية برونزية في الألعاب الأولمبية الصيفية، وفاز 3 مرات في كأس العالم لكرة السلة للنساء، وفاز 3 مرات ببطولة أوروبا لكرة السلة للنساء ويحتل المركز الثالث في تصنيف فيبا لكرة السلة.

## وصلات خارجية
- الموقع الرسمي